# 한국 광복군의 행진
한국 광복군 행진(March of the KLA)은 한국광복군 이 창작한 한국의 독립가이다. 이 노래는 " Marching Through Georgia "라는 미국 남북전쟁 노래를 바탕으로 만들어졌다. Marching Through Georgia의 작곡가는 헨리 클레이 워크이다. 한국 에서는 아직도 한국 독립운동가들을 기억하며 이 노래를 부른다. 휘문고등학교, 제주 제일고등학교 등 대한민국의 일부 학교에서는 아직도 이 노래를 사용하고 있다. 이 노래의 가사를 쓴 사람은 알려져 있지 않다.

## KLA의 행진곡 크라잉넛 버전[1]
2005년에 한국의 펑크 록 밴드 " 크라잉넛 "이 이 노래의 그들만의 버전을 만들었다. 그들은 같은 가사를 사용했다. 그들은 또한 원래 버전에서 사용된 트럼펫 대신 전기 기타를 사용했다.

## 영어 가사
One million warriors of the New Korea Independence Army, do you hear the call of your country? Our thirty million Koreans, those that you and I will protect! Foward! Foward! Get out and fight. Foward! Foward! Get out and fight. Until the day that the bells of liberty ring at our gates, we will get out and fight. The enemies are strong; will you tremble for that? Will you be discouraged if we are weak? When the sharp sword of justice shines, you and I will win! Foward! Foward! Get out and fight.  Foward! Foward! Get out and fight. Until the day that the bells of liberty ring at our gates, we will get out and fight. If I live, I become a solider of the Independence army, if I die, I become the spirt of the Independence army. Comrade, is this not your wish? I will shine with you! Foward! Foward! Get out and fight. Foward! Foward! Get out and fight. Until the day that the bells of liberty ring at our gates, we will get out and fight! Jump over the Amnok and the Duman rivers. Wipe out the atrocious enemy. On the day that we recover this land which we have lost, we shall shout manse! Foward! Foward! Get out and fight! Foward! Foward! Get out and fight! Until the day that the bells of liberty ring at our gates, we will get out and fight!

## 한국어 가사
신 대한국 독립군의 백 만 용사야, 조국의 부르심을 네가 아느냐? 삼천리 삼천만의 우리 동포들, 건질 이 너와 나로다.나가! 나가! 싸우러 나가! 나가! 나가! 싸우러 나가! 독립문의 자유 종이 울릴 때까지, 싸우러 나가세. 원수들이 강하다고 겁을 낼 건가? 우리들이 약하다고 낙심할 건가? 정의의 날쌘 칼이 비끼는 곳에, 이길 이 너와 나로다. 나가 나가 싸우러 나가! 나가! 나가! 싸우러 나가! 독립문의 자유 종이 울릴 때까지, 싸우러 나가세.  독립문의 자유 종이 울릴 때까지, 싸우러 나가세!너 살거든 독립군의 용사가 되고 나 죽으면 독립군의 혼령이 됨이, 동지야 너와 나의 소원 아니냐, 빛낼 이 너와 나로다! 나가! 나가! 싸우러 나가! 나가! 나가! 싸우러 나가! 독립문의 자유 종이 울릴 때까지, 싸우러 나가세! 압록강과 두만강을 뛰어 건너라. 악독한 원수무리 쓸어 몰아라 잃었던 조국강산 회복하는 날 만세를 불러 보세! 나가! 나가! 싸우러 나가. 나가! 나가! 싸우러 나가. 독립문의 자유 종이 울릴 때까지, 싸우러 나가세!
1. ↑  “Independence Army Song (Crying Nut)”. 《NamuWiki》 (영어). 2025년 4월 17일. 2025년 6월 7일에 확인함.